# Johannes Müller (Jurist)
Johannes Müller (* 1583 in Gerolzhofen; † 16. Januar 1648 in Osnabrück) war ein deutscher Jurist und Gesandter der Markgrafschaft Brandenburg-Ansbach bei den Verhandlungen in Osnabrück, die 1648 zum  Westfälischen Frieden geführt haben.

## Leben
Johannes Müller war der Sohn seines gleichnamigen Vaters und dessen Ehefrau Ottilia Lesch. An der Universität Straßburg erwarb er den Grad Doktor beider Rechte, wurde Hofmeister beim Rittergeschlecht von Berlichingen und später Sekretär des Johann Fuchs von Bimbach.
1615 kam er in das Fürstentum Ansbach, wo er das Amt des Kastners im Oberamt Uffenheim bekleidete. Bevor er 1623 Rats- und Kammermeister im Fürstentum Kulmbach wurde, war er von 1618 an in der Herrschaft Heilbronn tätig. 1637 wurde er Wirklicher Geheimer Rat in Kulmbach und erhielt Gesandtschaften nach Prag und zum Frankfurter Deputationstag.
1644 wurde Müller Gesandter des Markgrafen Albrecht von Brandenburg-Ansbach bei den Verhandlungen in Münster und Osnabrück, die 1648 zum Westfälischen Frieden geführt haben.
Dort war er zusammen mit Cornelius Gobelius und Tobias Oelhafen auch für den Fränkischen Reichskreis an den langwierigen Gesprächen beteiligt. Nach seinem frühen Tod am 16. Januar 1648 wurde Johann Fromhold sein Nachfolger.